# Тайлаково (Чановский район)
Тайлаково — деревня в Чановском районе Новосибирской области. Входит в состав Старокарачинского сельсовета.

## География
Площадь деревни — 44 гектаров.

## Население
| 2002 | 2007 | 2010 |
| ---- | ---- | ---- |
| 228  | ↘177 | ↘157 |

## Инфраструктура
В деревне по данным на 2007 год функционируют 1 учреждение здравоохранения.